# Preiļi
Preiļi è un comune della Lettonia appartenente alla regione storica della Letgallia di 11.973 abitanti (dati 2009).

## Località
Il comune è stato istituito nel 2000 con l'unione della città omonima con il suo territorio rurale e il villaggio di Aizkalne. Con la riforma amministrativa del 2009 ha assorbito le seguenti località:
- Pelēči
- Sauna

## Amministrazione
La città è gemellata con:
- Utena